# بیمارستان فاول فاول
بیمارستان فاول فاول (به لاتین: Faafu Atoll Hospital) یک بیمارستان در مالدیو است که در Nilandhoo واقع شده‌است.